# Aschina
Die Aschina (in der Fachliteratur auch häufig Ashina oder A-shi-na; Eigenbezeichnung in den Inschriften von Bugut und Orchon: türk bzw. Pl. türküt) waren der führende Clan einer Stammeskonföderation verschiedener Steppennomaden, die in chinesischen Quellen als Tūjué (突厥) umschrieben wurde und heute verallgemeinert als Göktürken betitelt wird (kök türk, „Blaue Türk“, im Sinne von „Türken des Ostens“ gemäß mittelasiatischer Farbenorientierung; von einigen auch als „Himmelstürken“ oder „Wurzeltürken“ interpretiert).
Einige Mitglieder des Aschina Clans, darunter Ashina Jiesheer (Kürşad) sinisierten sich und schlossen sich den Han-Chinesen der Tang-Dynastie an.

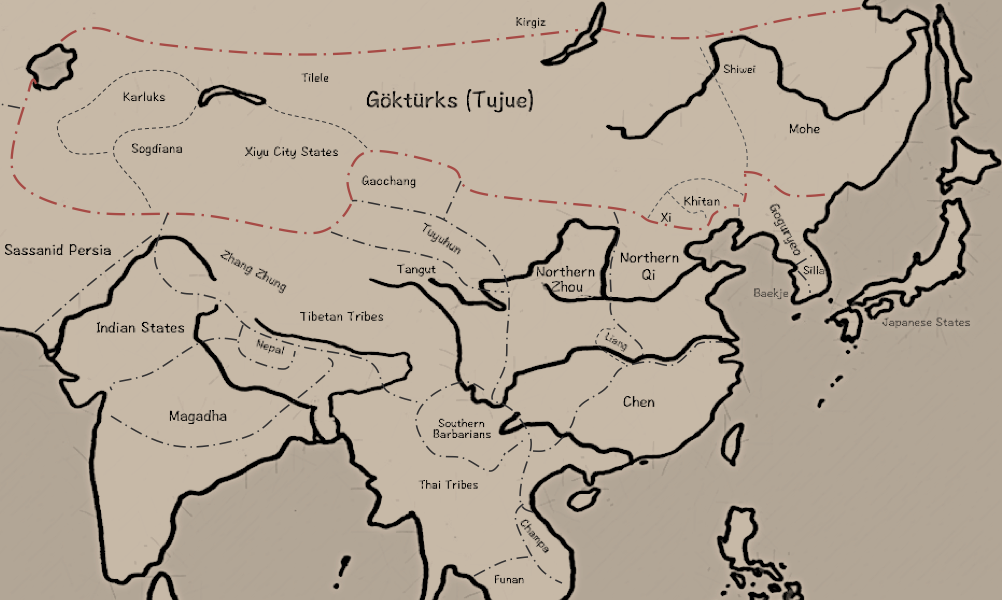
Ausdehnung des Tudschue-Reiches zur Zeit der Aschina

## Herkunft und Sprache der Aschina
Die Aschina, von denen man annimmt, dass sie vom südlichen und westlichen Altai stammen, standen unter Einfluss der benachbarten indogermanischen Völker der Iraner und Tocharer. Die Möglichkeit, dass die Aschina selbst ursprünglich eine nichttürkische Sprache gesprochen haben, ist aufgrund der spärlich verfügbaren Primärquellen nicht ausgeschlossen. In dieser Hinsicht ist es auffällig, dass viele zentrale Begriffe des Reiches – dies betrifft vor allem fast alle Titel – iranischen Ursprungs waren. Zudem sind die frühesten inschriftlichen Verlautbarungen der Ashina, nämlich zwei Inschriften aus Bugut (Zentralmongolei) und Xiao Hongnahai (Xinjiang, China), nicht in Alttürkisch, sondern in sogdischer Sprache (Lingua franca Zentralasiens) verfasst. Wie Kljastornyj und Livsic bemerken, kann es „kaum ein Zufall gewesen sein“, dass der erste Gesandte der Chinesen zu den Göktürken ein Sogder war.
Die Aschina führten chinesischen Quellen zufolge ihre Herkunft auf eine Wölfin zurück. Sie sahen sich als Nachfahren aus der Verbindung dieser Wölfin mit dem einzigen Überlebenden eines Stammes. Die chinesischen Quellen lokalisieren die Aschina in Gansu und Xinjiang.
Über den Ursprung des Namens des führenden Clans (A-schih-na) gibt es daher mehrere Thesen. Die gängige Meinung ist, dass er wahrscheinlich vom iranischen (sakischen) Wort für „blau“ abgeleitet ist. Er wird aber auch mit dem Namen Arsilas (Aρσίλας) identifiziert, der von Menander als Name des frühesten Monarchen der Türken berichtet und u. a. vom Orientalisten Christopher I. Beckwith zusätzlich mit dem tocharischen Titel Āršilānci in Verbindung gebracht wird.  Auch die Namen ihrer frühesten Herrscher, so z. B. Bumïn, Ištemi, Muqan, Taspar oder Nivar, sind alle nichttürkischen Ursprungs und deuten, zusammen mit den anderen genannten Faktoren, auf einen multi-ethnischen und multikulturellen Ursprung des Stammes aus dem Steppenmilieu.
Zusammenfassend kommt der ungarische Turkologe András Róna-Tas zu dem Schluss, dass es sich bei den Aschina mit sehr großer Wahrscheinlichkeit um einen Fürstenstamm mit iranischen Wurzeln und fast sicher sakischer Herkunft handelte, der, nach dem Sieg über die Rouran und der Unterwerfung turksprachiger Nomaden, von diesen progressiv assimiliert wurde. Nur so lässt sich auch erklären, warum der Stammesname „Aschina“, welcher vom sakischen asseina abgeleitet zu sein scheint und „blau“ bedeutet, in den späteren alttürkischen Inschriften als kök türk, „blaue türk“, auftaucht. Christopher I. Beckwith bemerkt, dass sowohl in griechischen als auch in chinesischen Quellen die Türk als Nachkommen der Saken beschrieben werden.